# Кругляк Андрій Олександрович
Андрі́й Олекса́ндрович Кругля́к (нар. 22 квітня 1986, Київ) — український футболіст, нападник.

## Життєпис

### Клубна кар'єра
У ДЮФЛ виступав за київське «Динамо». 2000 року виступаючи за юнацьку (13 — 14 років) команду «Динамо» грав у Ризі на розіграші Кубку Президента Латвійської федерації футболу. Тоді кияни виграли головний приз. Після закінчення ДЮСШ його запримітив Володимир Онищенко і Кругляк уклав п'ятирічний контракт з «Динамо». Став грати за «Динамо-2», «Динамо-3» а також дубль.
При Йожефі Сабо дебютував в Вищій лізі за «Динамо» 3 квітня 2005 року в матчі проти запорізького «Металурга» (1:2).
Взимку 2006 року був відданий в оренду запорізькому «Металургу». Хоча також побував на перегляді в сімферопольській «Таврії». У запорізькому клубі провів 8 ігор і забив 7 м'ячів за дубль, також провів один матч в «основі» проти полтавської «Ворскли» (3:1).
У березні 2007 року був відданий в оренду лієпайському «Металургсу». Хоча міг опинитися в «Вентспілсі». В чемпіонаті Латвії провів 22 матчі забив 2 голи. Саме в цій команді Кругляк дебютував в єврокубках, зігравши гри 4 і забивши один гол у першому відбірковому раунді Кубка УЄФА в матчі проти брестського «Динамо» (1:2).
На початку березня 2008 року був відданий в оренду київському «Арсеналу», проте за основу так і не дебютував. За молодіжну команду зіграв 9 матчів та забив 4 м'ячі.
У червні 2008 року побував на перегляді в клубі «Харків», проте контракт так і не підписав.
У серпні 2009 року перейшов в овідіопольський «Дністер». Потім виступав за вінницьку «Ниву», іванофранківське «Прикарпатті» та чернігівську «Десну».
У лютому 2012 року перейшов в кременчуцький «Кремень». На початку 2013 року перейшов в «Арсенал» з Білої Церкви, за який зіграв 7 ігор.
24 липня 2013 року перейшов у тернопільську «Ниву».

### Кар'єра в збірній
В юнацької збірної України до 17 років дебютував 10 червня 2002 року в матчі проти однолітків з Латвії (2:4). Всього за збірну України до 17 років провів 14 матчів та забив 4 голи.
17 січня 2004 року дебютував у юнацькій збірній України до 18 років в матчі проти Білорусі (1:1). Всього за збірну U-18 провів 9 матчів забив 1 гол.
З осені 2004 до літа 2005 року грав за юнацьку збірну України (U-19), за яку провів 10 матчів.